# Brunel Fucien
Brunel Fucien est un footballeur international haïtien né le 26 août 1984 à L'Estère. Il évolue au poste de milieu offensif avec l'Aiglon du Lamentin.

## Biographie
Brunel Fucien commence le football au plus haut niveau haïtien avec l'Aigle noir AC. Il joue une saison dans le championnat chilien de football en 2005 avec le CD Cobreloa avant de revenir à l'Aigle noir en Haïti.
En 2006, il remporte le titre de champion avec l'Aigle Noir puis remporte la Coupe caribéenne des nations 2007 à Trinité-et-Tobago en étant le meilleur buteur de la sélection haïtienne. Le 1er mars 2007, il est élu le premier Ballon d'or haïtien de l'histoire en 2006. Il participe en juin à la Gold Cup 2007.
Il est alors repéré par le club martiniquais de l'Aiglon du Lamentin qu'il rejoint avec son compatriote Monès Chéry.

## Palmarès
- Champion d'Haïti 2006
- Coupe caribéenne des nations 2007
- Coupe de Martinique 2009
- Quart de finaliste de la Gold Cup 2009 (défaite 4-0 face au Mexique)
- Coupe de ligue de la Martinique 2010
- Ligue Antilles 2011
- Participation au 7e tour de coupe de France en 2014 face à so cholet